# 布朗斯谷 (加利福尼亞州)
布朗斯谷（英語：Browns Valley）是位於美國加利福尼亞州尤巴縣的一個非建制地區。該地的面積和人口皆未知。

## 地理
布朗斯谷的座標為39°14′32″N 121°24′33″W / 39.24222°N 121.40917°W，而該地的平均海拔高度為82米（即269英尺）。